# Veronica missurica
Veronica missurica är en grobladsväxtart. Veronica missurica ingår i släktet veronikor, och familjen grobladsväxter.

## Underarter
Arten delas in i följande underarter:
- V. m. major
- V. m. missurica
- V. m. stellata

## Bildgalleri

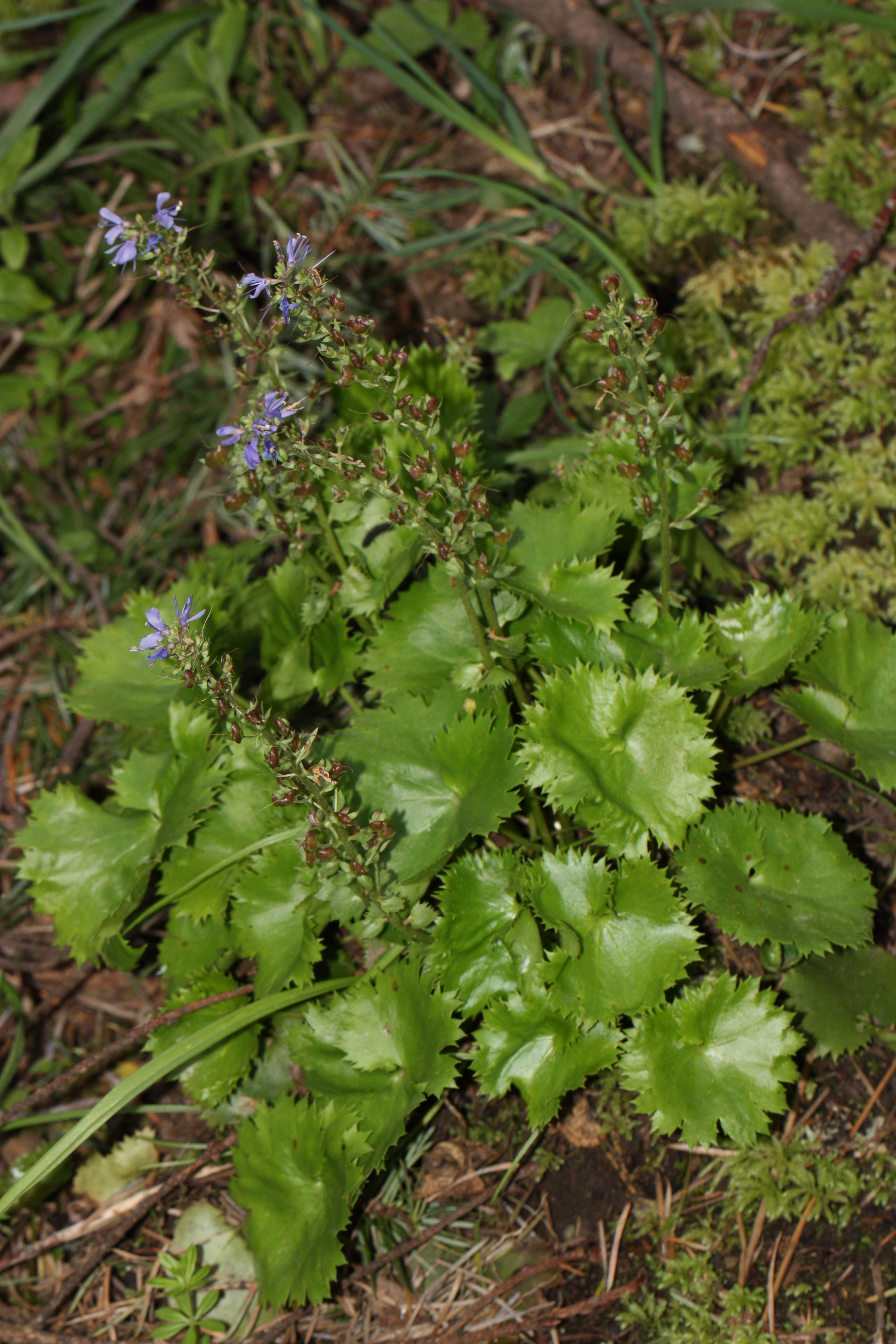
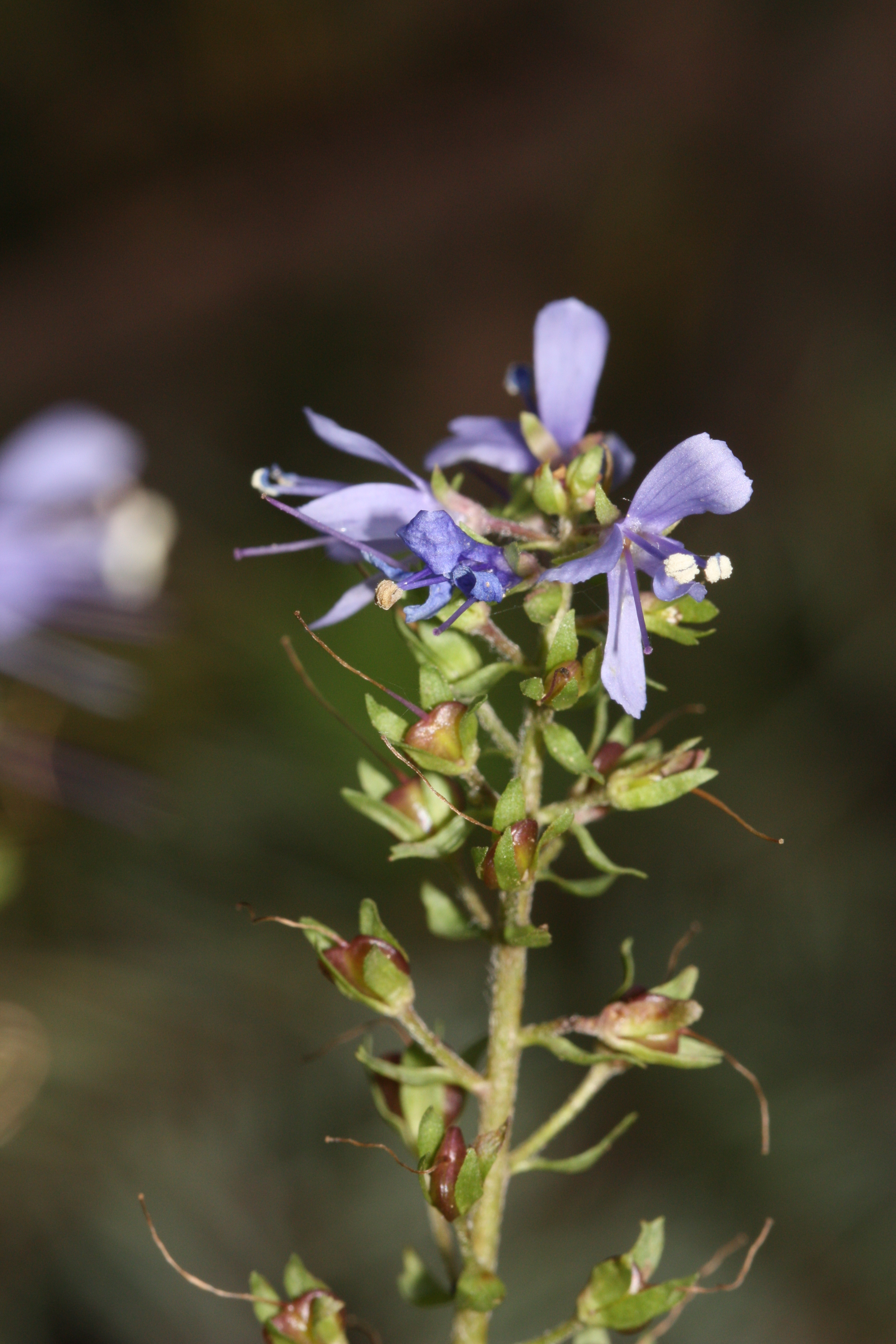
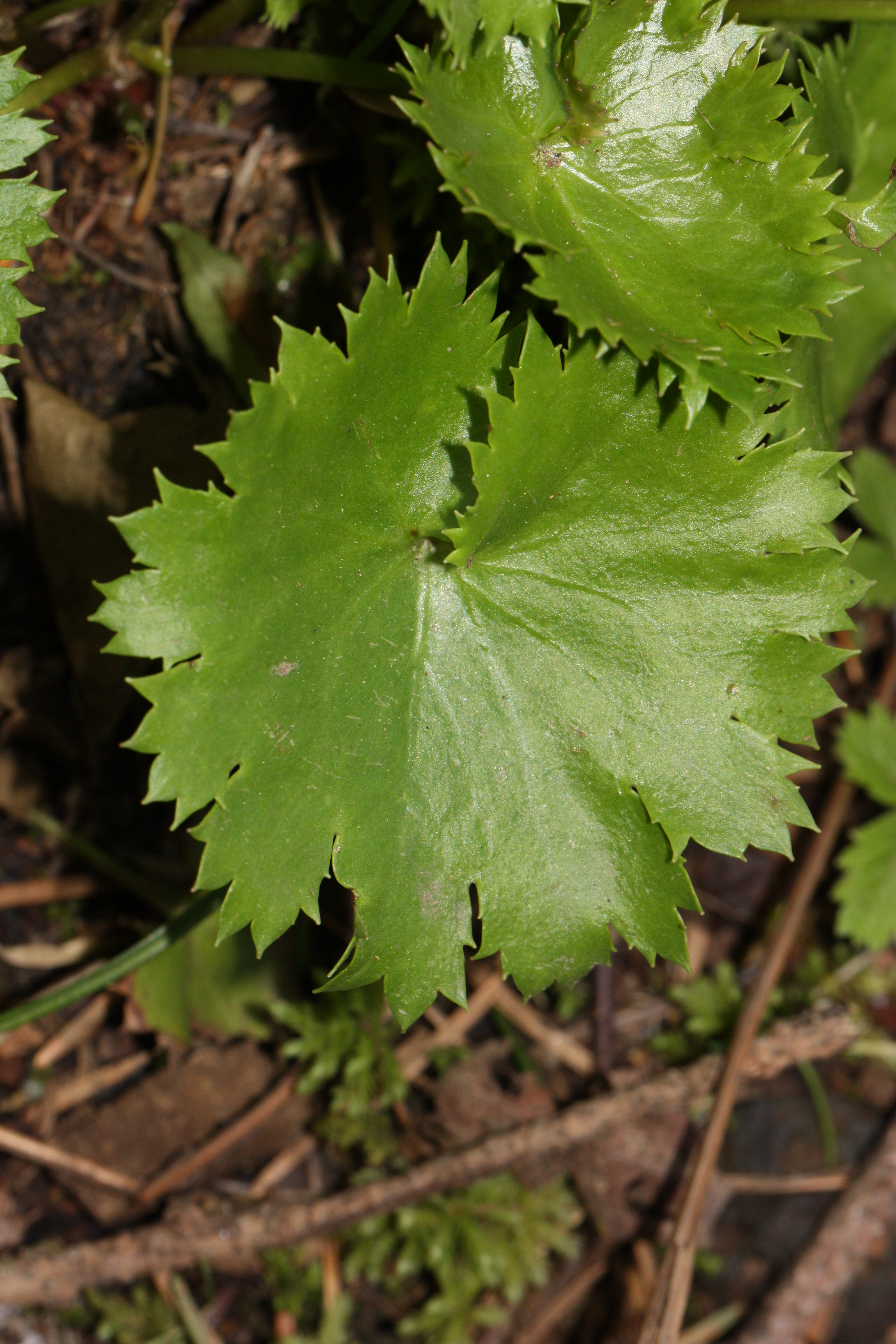
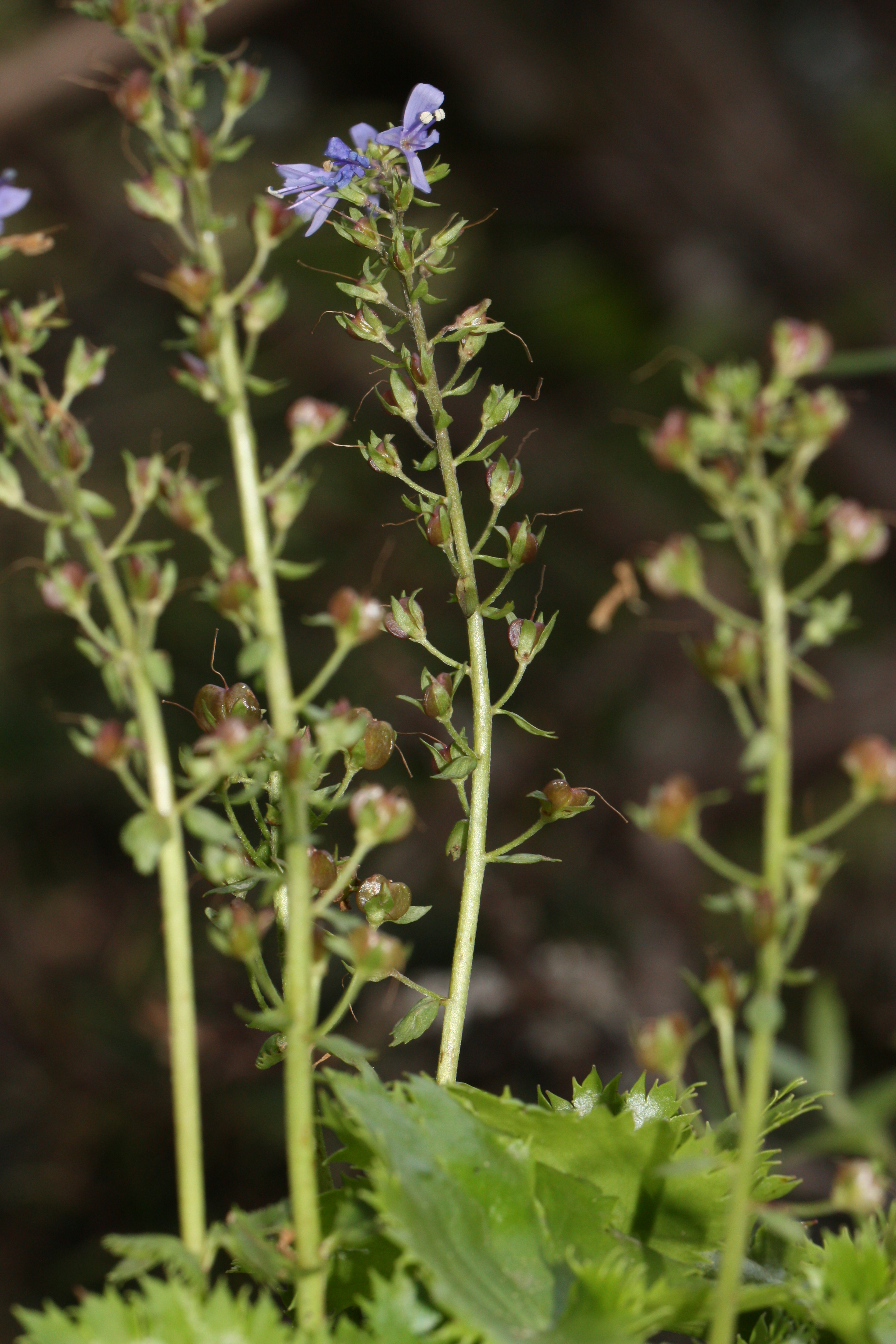
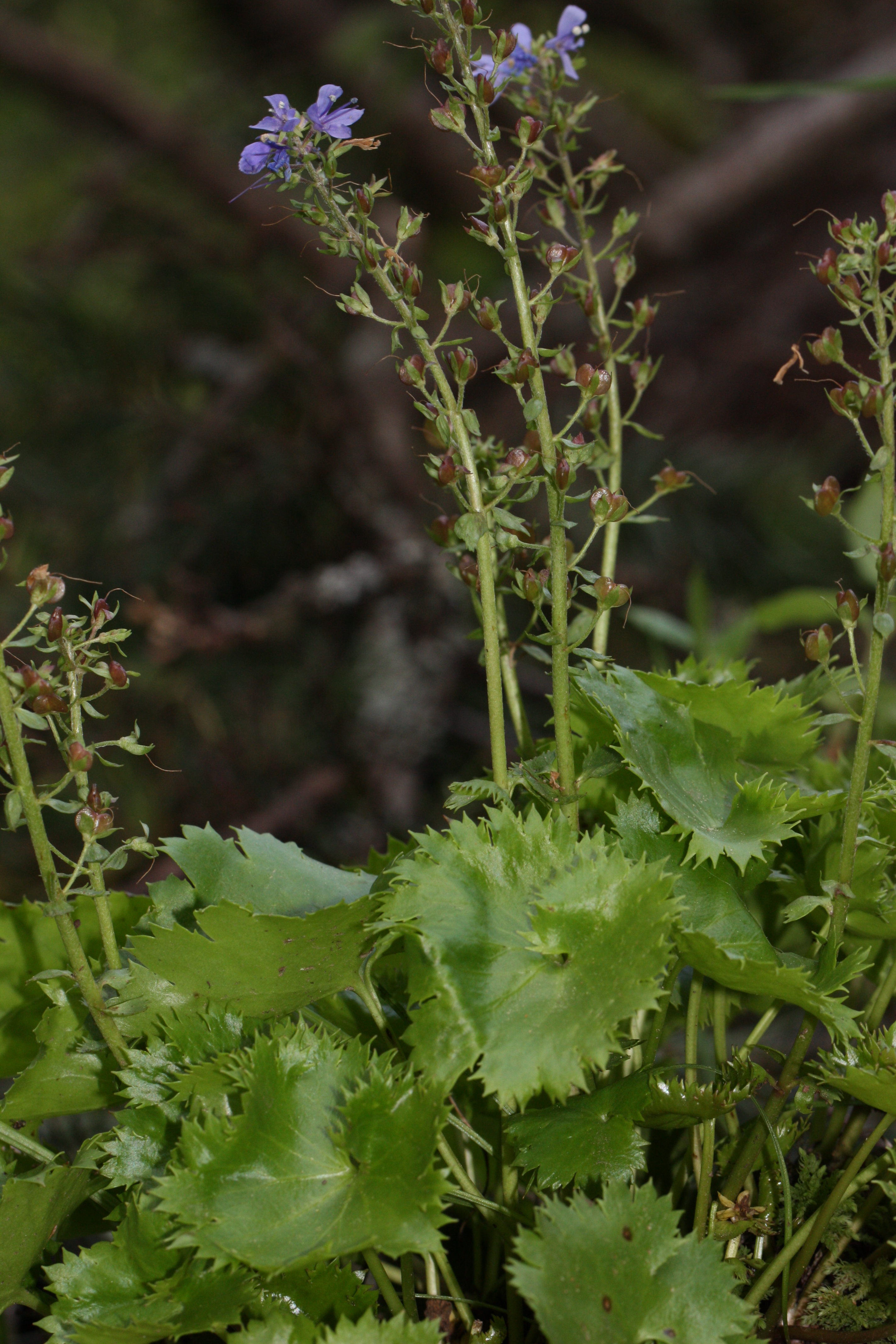
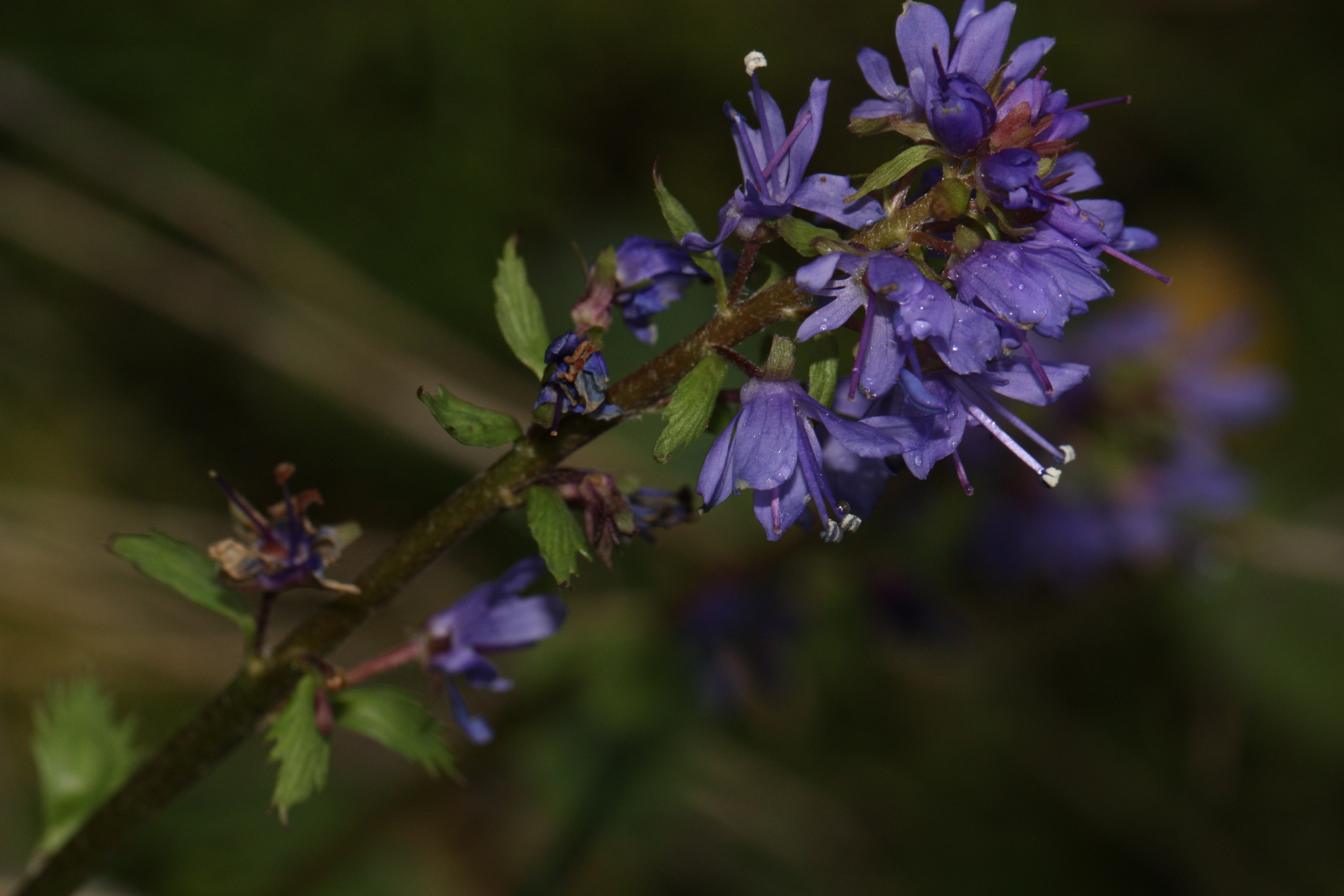